# Recoil
Recoil es el proyecto personal del músico Alan Wilder, conocido por ser teclista, programador y baterista de Depeche Mode entre 1982 a 1995. A diferencia de su banda previa, el proyecto originalmente consistió de piezas experimentales extensas, con el tiempo usando piezas cinemáticas y pulsantes, con la participación de vocalistas o colaboradores invitados, alternando entre trip hop, dub y downtempo.

## Historia

### 1986–1989:1+2yHydrology
Daniel Miller, productor y fundador de Mute Records, escuchó un demo realizado por Wilder, y optó por publicar lo que sería el primer EP de Recoil, 1 + 2. Editado en agosto de 1986 como un miniálbum completamente basado en sintetizadores, "De naturaleza instrumental y ambiental" con samples de trabajos previos de Depeche Mode, se percibe siempre la influencia de los geniales Kraftwerk; fue lanzado a la par del quinto álbum de Depeche Mode, Black Celebration.
En enero de 1988, salió a la venta su segundo EP, Hydrology. Fue publicado en medio de la gira correspondiente al álbum Music for the Masses, lo que restringió la oportunidad de promocionar su material. Similar a su material previo, fue producido con extensos pasajes instrumentales, con la intención de alejarse de las tendencias convencionales y de descubrir nuevos territorios en la música. Descrito por Wilder como “un antídoto de Depeche Mode, y en diversas formas, una forma de aliviar las frustraciones de trabajar en un formato pop”.

### 1990–1995:Bloodline
Al término de la gira World Violation Tour, correspondiente al álbum Violator, Wilder estuvo grabando por primera vez a distintos vocalistas para su primer álbum de estudio bajo Recoil. Con las contribuciones destacadas de Moby, Toni Halliday y Douglas McCarthy de Nitzer Ebb, este último grabando su primer sencillo «Faith Healer», un cover de Alex Harvey. Una vez terminadas las grabaciones, coprodujo el álbum Ebbhead de Nitzer Ebb junto a Flood, como había estado apoyando a Depeche Mode en sus últimas giras como teloneros.
El álbum Bloodline fue resumido así: "Alan Wilder, como figura de Depeche Mode, se ha dado a conocer como una figura clave en la escena musical, transformando los ritmos pop en ritmos un poco más oscuros, éste álbum ha provocado efectos desconcertantes pero esencialmente es movido".
El 1 de junio de 1995, el día de su cumpleaños número 36, Wilder decide abandonar la banda. Las razones se debieron a la falta de reconocimiento a sus aportaciones al grupo, a la tensión acumulada tras la gira Devotional, y a problemas en las relaciones internas de la banda.

### 1996–1999:Unsound Methods
En septiembre de 1996, Wilder decide enfocarse solamente en el proyecto, construyendo su estudio propio llamado The Thin Line Studio, diseñado para la producción de su nuevo álbum, Unsound Methods.
El material fue descrito por Wilder como una continuación sonora del álbum Songs of Faith and Devotion junto a Depeche Mode, en cuanto a la aplicación de instrumentos acústicos en sus samples. Al hablar sobre las influencias musicales, se destacan aspectos del blues y el góspel, además del trip hop presente en bandas como Portishead y Massive Attack. En una declaración a Future Music, Wilder expresaba: "hay instantes donde Recoil suena a otras cosas y hay otros instantes donde, sin embargo, el álbum posee una personalidad propia que crea algo independiente e interesante".
Para Unsound, contiene cuatro participaciones vocales invitadas, Douglas McCarthy quién reaparece en «Incubus» y «Stalker», la novata Siobhan Lynch en «Drifting» y «Missing», la intérprete Maggie Estep en las spoken word «Luscious Apparatus» y «Control Freak», y la cantante góspel Hidia Cambell en «Red River Cargo» y «Last Breath», apareciendo previamente con Depeche Mode en su Devotional Tour. En la asistencia de producción, estuvo presente Hepzibah Sessa de Miranda Sex Garden, la esposa de Wilder en ese momento.

### 2000–2004:Liquid
La primera sesión para "Liquid", se realizó en la primavera del 98', a la que se unió el baterista Steven Monty. El bajista de Curve, Dean García, y el guitarrista Merlin Rhys-Jones, fueron igualmente invitados al estudio de Wilder: "Les pedí que grabaran diferentes piezas en 2 tiempos diferentes. Grabamos 2 horas y media materiales diferentes, yo no les impuse límites puesto que lo que buscaba era naturalidad". Contiene las participaciones vocales de Diamanda Galás, Nicole Blackman, Samantha Coerbell, Rosa Torras, The Golden Gate Jubilee Quartet, Sonya Aurora Madan de Echobelly, entre otros.
Abriendo con «Black Box», fue inspirada en la experiencia cercana a la muerte que tuvo Wilder en 1994, cuando un RAF Tornado impactó en la colina donde Wilder estaba manejando. El álbum parte de las contradicciones que presenta la vida, para desarrollar cada pista a manera de historias, unidas por la naturaleza 'líquida' que rodea los procesos orgánicos del ser humano.
"Recoil es algo en constante mutación", dice Wilder, "siempre empiezo en blanco, ubicando lugares donde colocar las piezas en un principio; no existen reglas o ideas preconcebidas, sólo emociones, confío la simplicidad de ésta intuición."
La publicación del álbum fue atribulado, donde las diferencias por distribución con el sello Mute dejaron a Wilder tomando una pausa musical para reconectar con su vida cotidiana y fortalecer las relaciones con su familia. En una entrevista de 2004, Wilder intentaba disipar estas disputas, expresando que la pausa indefinida surge por la naturaleza abierta de su proyecto.

### 2005–2009:SubHuman
Tras un descanso de 6 años alejado del negocio de la música, Wilder regresa con su 5° álbum titulado 'SubHuman'.
Tomando como concepto central la idea de que todos somos infrahumanos ante los ojos de alguien, Recoil regresa con un sonido donde las atmósferas blues determinan el sentido oscuro de sus trabajos anteriores, aportando igualmente un cambio en matices más sutiles. El resultado es un material homogéneo con orquestaciones complejas producidas con pulcritud.
Colabora con Recoil el cantante de Blues Joe Richardson, cuyo estilo evocativo está complementado con guitarra y armónica. Nacido en Luisiana, Richardson pasó años inmerso en el lado oscuro de Nueva Orleans, desarrollando líricas en torno a la religión y los conflictos superlativos.
La cantante y escritora inglesa Carla Trevaskis, ofrece un rango de expresión y control a SubHuman que lo dotan de cierto rasgo delicado y elegante. Ha trabajado con artistas como Eurythmics, Apollo 440 y Portishead.
Las habilidades de Wilder, al mezclar variedad de estilos musicales con temas controvertidos, han producido un álbum de complejas imágenes en expansivo rango dinámico. SubHuman nos pide alcanzarnos a nosotros mismos y extraer la mera esencia que nos hace humanos, y lo más importante, lo que nos permite subordinar a otros, a veces hasta las más brutales consecuencias.

### 2010–2012: Últimas apariciones
El 17 de febrero de 2010, Wilder se reunió brevemente con Depeche Mode por un concierto benéfico en el Royal Albert Hall. En el evento, interpretó «Somebody» en piano junto a Martin Gore, marcando su primera participación con la banda en más de quince años. Como parte de ese reencuentro, también tuvo una participación en el álbum de remezclas Remixes 2: 81-11, específicamente en la canción «In Chains».
Originalmente su gira Selected Events abarcaría shows en Europa y Estados Unidos en el primer semestre de 2010, como parte del álbum recopilatorio Selected. Una extensión por Canadá y América del Sur, hizo que la gira se alargara hasta el año siguiente. En total, Wilder acompañado de Paul Kendall abarcaron 52 ciudades, con un disco blu-ray en vivo, A Strange Hour in Budapest, que fue publicado a comienzos de 2012.
Su último proyecto hasta la fecha, fue la producción ejecutiva del álbum tributo para Talk Talk, el doble disco Spirit of Talk Talk para Fierce Panda Records. Además de ser el supervisor de los aspectos técnicos, estuvo grabando dos covers bajo el manto de Recoil: «Dum Dum Girl» con Shara Worden, e «Inheritance» con Linton Kwesi Johnson & Paul Marshall. Sobre la figura de Mark Hollis, Wilder expresaba: “Aquí había un hombre claramente frustrado por trabajar dentro de los límites del formato – algo que yo mismo aprecio y que me llevó a iniciar mi propio proyecto RECOIL para aliviar las mismas limitaciones – para explorar otras vías musicales”.
En una publicación de su cuenta de Facebook en 2014, Wilder respondió un par de preguntas retrospectivas de su carrera, notando la imposibilidad de publicar nuevos proyectos debido a la caída en las ventas físicas, el no obtener ingresos de su propio catálogo musical y deudas pendientes al sello Mute por gastos de producción previas. Luego de años de inactividad, Mute publicó un comunicado en agosto de 2022 donde se anunciaba la publicación de nuevas ediciones en CD y vinilo de los últimos tres álbumes de estudio de Recoil (Unsound Methods, Liquid y subHuman), con planes futuros para reeditar sus materiales previos.

## Género e influencias
Alan Wilder destaca los trabajos minimalistas de finales de la década de los 60, presente en Phillip Glass, Michael Nyman y John Adams como ejemplos, siendo algunos de sus descubrimientos musicales al buscar sonidos parecidos a Kraftwerk, con «su naturaleza repetitiva pero gradualmente cambiante». Otra influencia importante, al momento de planificar proyectos musicales son las obras de John Cage, tomando elementos avant-garde que ya eran presentes en su etapa en Depeche Mode.
Además de Kraftwerk, Wilder ha comentado en ocasiones su afinidad por varios álbumes de The Beatles y David Bowie. Durante la producción de Unsound Methods, comenta que la línea rítmica trip hop era inspirado por Massive Attack y Portishead, mientras los segmentos más cinemáticos tomaban influencias de las bandas sonoras de Bernard Herrmann y las composiciones orquestales de Dmitri Shostakóvich.

## Discografía
Álbumes de estudio
- 1992: Bloodline
- 1997: Unsound Methods
- 2000: Liquid
- 2007: SubHuman

Otros álbumes
- 1986: 1 + 2
- 1988: Hydrology
- 2010: Selected
- 2012: A Strange Hour in Budapest